# 印第安納波利斯兒童博物館
印第安納波利斯兒童博物館（英語：The Children's Museum of Indianapolis）是世界上最大的兒童博物館。其位於美國印第安纳州印第安納波利斯北子午街3000號。此博物館獲兒童博物館協會認可。博物館有五層展區，面積共為472,900平方英尺（43,933.85平方），每年遊客過百萬人。十二萬展品分為三類，分別為美國藏品、世界文化藏品及世界自然藏品，其中最為著名的為一頭模擬白垩纪恐龙，一座旋轉木馬及一架蒸汽機車。博物館專注於家庭學習，大部分展品皆有極高互動性，以讓兒童能與家長一起參與。

## 历史
瑪麗·嘉莉於1925年在當地公民領袖及組織的幫助下創立此博物館，是為世上第四所兒童博物館。博物館於1946年遷至現址，現有建築物建於1976年，至今已經四次大幅擴展。博物館每年舉辦數千項活動，例如於莉莉劇場的演出、供學生的課堂及活動、巡迴展覽及籌款活動等。2008年其預算約為2,870萬，共有400名員工及1,500名義工。博物館受助於一筆1960年代的資助得以保證財政穩健至今。

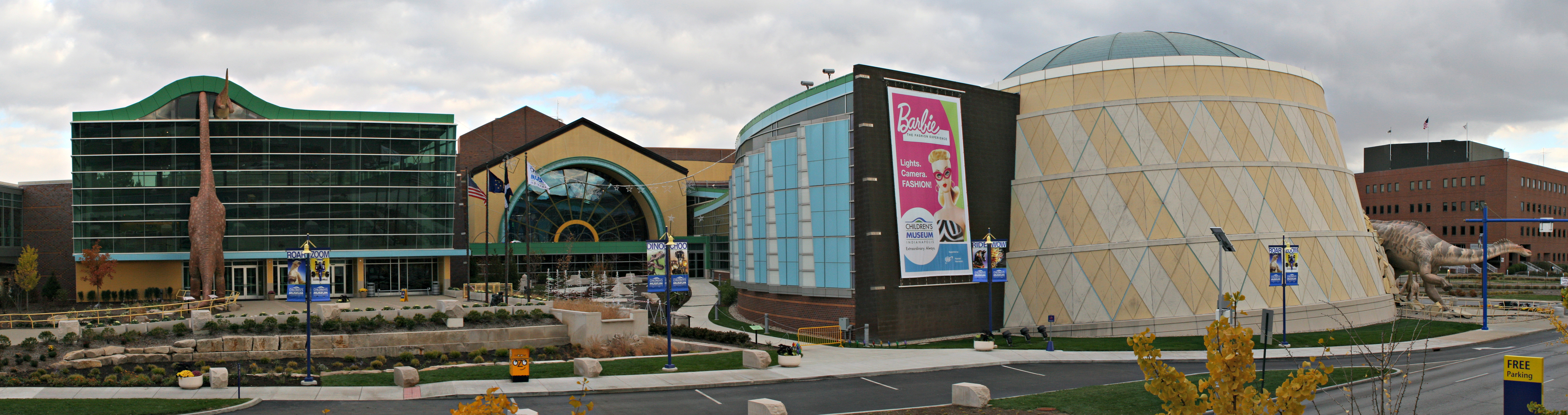
博物館外觀

## 延伸閱讀
- . The Children's Museum of Indianapolis. January 2009.
- Bodenhamer, David J.; Robert Graham Barrows; David Gordon Vanderstel. . Indiana University Press. 1994. ISBN 0-253-31222-1.
- Danilov, Victor J. . Rowman Altamira. 2005. ISBN 0-7591-0855-2.
- Sandler, Martin W. . Oxford University Press US. 1998  [2018-03-17]. ISBN 0-19-511612-7. （原始内容存档于2016-04-29）.

## 外部連結
- 博物館網頁（页面存档备份，存于）
- 網上展品（页面存档备份，存于）

39°48′39″N 86°9′27″W / 39.81083°N 86.15750°W